# 20058 Bundalian
20058 Bundalian è un asteroide della fascia principale esterna. Scoperto nel 1993, presenta un'orbita caratterizzata da un semiasse maggiore pari a 3,057192 UA e da un'eccentricità di 0,125434, inclinata di 1,906926° rispetto all'eclittica. Ha un diametro di 11,610 km, un periodo di rotazione di 5,22 ore e un'albedo di 0,047.
Fa parte della famiglia di asteroidi Marconia.